# روسلان پولاداف
روسلان پولاداف (انگلیسی: Ruslan Poladov؛ زادهٔ ۳۰ نوامبر ۱۹۷۹) بازیکن فوتبال اهل جمهوری آذربایجان است.
از باشگاه‌هایی که در آن بازی کرده‌است می‌توان به باشگاه فوتبال خزر لنکران، باشگاه فوتبال کشله، باشگاه فوتبال زیره، باشگاه فوتبال سیمرغ زاقاتالا، و باشگاه فوتبال سومقاییت اشاره کرد.
وی همچنین در تیم ملی فوتبال جمهوری آذربایجان بازی کرده‌است.